# Le Mystère du printemps
Pour plus de détails, voir Fiche technique et Distribution.
Le Mystère du printemps (Acto da Primavera) est un film portugais réalisé par Manoel de Oliveira, sorti en 1963.

## Synopsis
Les habitants de Curalha, un petit village du nord du Portugal, interprètent la Passion du Christ tous les ans depuis le XVIe siècle.

## Fiche technique
- Titre original : Acto da Primavera
- Titre français : Le Mystère du printemps
- Réalisation : Manoel de Oliveira
- Scénario : Manoel de Oliveira d'après le roman de Francisco Vaz de Guimarães
- Pays d'origine : Portugal
- Format : Couleurs - 35 mm - 1,37:1 - Mono
- Genre : Drame
- Durée : 94 minutes
- Date de sortie : 1963

## Distribution
- Nicolau Nunes Da Silva : Jésus de Nazareth
- Ermelinda Pires : Marie
- Maria Madalena : Marie-Madeleine
- Amélia Chaves : Véronique
- Luis De Sousa : Accusateur
- Francisco Luís : Ponce Pilate
- Renato Palhares : Caïphe
- Germano Carneiro : Judas
- José Fonseca : L'espion
- Justiniano Alves : Hérode
- João Miranda : Pierre
- João Luís : Jean
- Manuel Criado del Val : Le diable